# 梅里克 (紐約州)
梅里克（英語：Merrick）是位於美國紐約州拿騷縣的普查規定居民點。

## 人口
根據2020年美國人口普查的數據，梅里克的面積為13.34平方千米，當中陸地面積為10.31平方千米，而水域面積為3.03平方千米。當地共有人口22040人，而人口密度為每平方千米1,652.17人。